# タトラT6A2 (ロストック市電)
この項目では、チェコスロバキア（現：チェコ）のČKDタトラが展開した路面電車車両のT6A2DおよびB6A2Dのうち、ドイツのロストック市電で使用されていた車両について解説する。東ドイツ末期に導入が行われ、1990年代には更新工事も実施されたが、2015年までに営業運転から撤退した。

## 概要
タトラカーは、チェコスロバキア（現：チェコ）にかつて存在したČKDタトラによって生産された、東側諸国の標準型車両として位置づけられた路面電車車両である。東ドイツの各都市の路面電車にも多くの車両が導入されたが、ロストック市内の路面電車であるロストック市電には長年に渡り計画されていたものの諸事情から長らく実現せず、実現したのは東ドイツ末期となる1989年に導入された動力車のT6A2Dと同型付随車のB6A2Dとなった。
タトラT6A2Dは従来の車両から消費電力を抑えた電機子チョッパ制御を導入した車両で、角ばったデザインが採用された車体、自己換気方式を導入した主電動機などの新機軸の要素が多数導入され、従来の車両と比べて消費電力やメンテナンスの容易化を図った車両である。ベルリン（ベルリン市電）を始めドイツ各地に導入されたが、その1つとなったのがロストック市電である。

## 運用
最初の車両は1989年に導入されたT6A2Dの12両（601 - 612）で、続いて1990年にT6A2の増備車10両（613 - 624）が導入された他、同年には付随車となるB6A2Dも6両（801 - 806）製造された。そのうちT6A2Dの増備車のうち2両はケムニッツ市電への導入予定が変更された経緯を持つ。これにより、東ドイツ時代に使用されていた2軸車や連接車の置き換えが実施された。
営業運転時は基本的に2両編成（T6A2D + T6A2D、T6A2D + B6A2D）で使用され、B6A2導入後は一時的に3両編成（T6A2D + T6A2D + B6A2D）も導入されたが、ドイツ再統一後の利用客減少や技術的な問題もあり1991年までの短期間に終わった。
導入当初から雨樋の位置の変化、プラスチック製のシートの変更などの改良が実施された後、1994年には青色を基本とした新塗装への変更も行われた。そして1995年以降はT6A2Dに対して乗降扉のプラグドアへの交換、前照灯の交換、暖房システムの更新、車内のインテリアデザインや床張りの変更、騒音を抑えた新規台車への交換などの抜本的な近代化が実施され、形式が「T6A2M」へと変更された。これに合わせて車両番号も変更されたが、連結運転時に先頭となる車両は700番台（701 - 712）、後方に連結される車両は800番台（801 - 812）となった。また、B6A2Dも車両番号が900番台（901 - 906）に変更された。
その後、ロストック市電の列車の低床化を進める一環でT6A2Mと連結する低床車両の4NBWEが導入された事でB6A2Dは2005年に営業運転を終了し、ハンガリーのセゲド市電（セゲド）へ譲渡された。一方、T6A2Mについては4NBWEとの連結運転に対応した電気回線の工事を受け引き続き2両編成（T6A2M + 4NBWE）で使用されたが、2009年以降超低床電車の更なる増備による廃車が始まり、2015年4月24日をもって営業運転を終了した。
2021年現在、登場当初のベージュを主体に窓下に赤帯を纏った塗装へ復元された704が動態保存車両として在籍する一方、2両（707→552、808→551）が事業用車両に改造されて残存する他、1両がデンマークの博物館で保存されている。

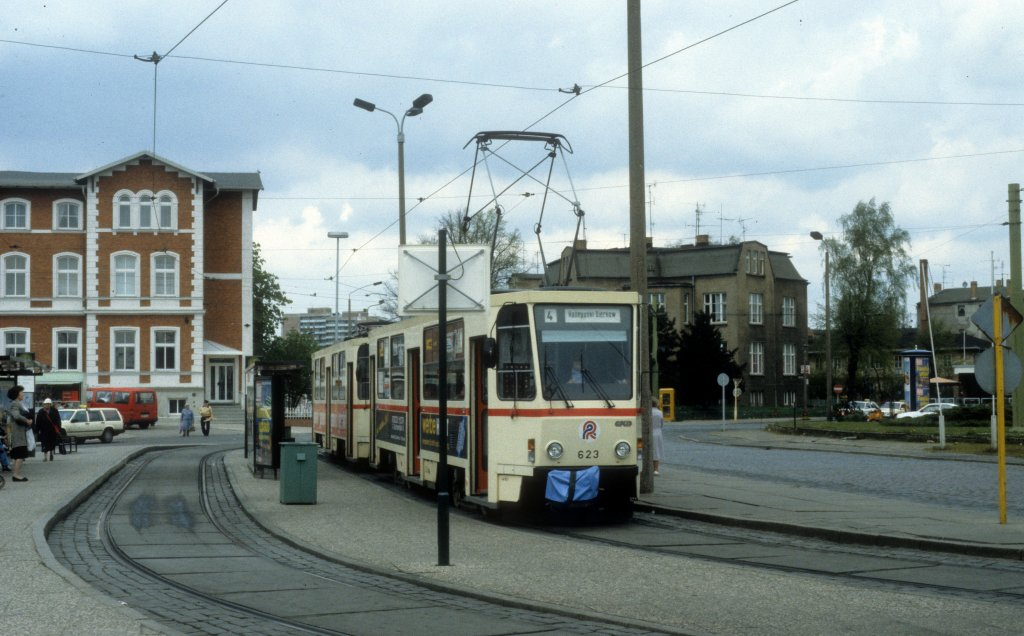
初期塗装（1992年撮影）
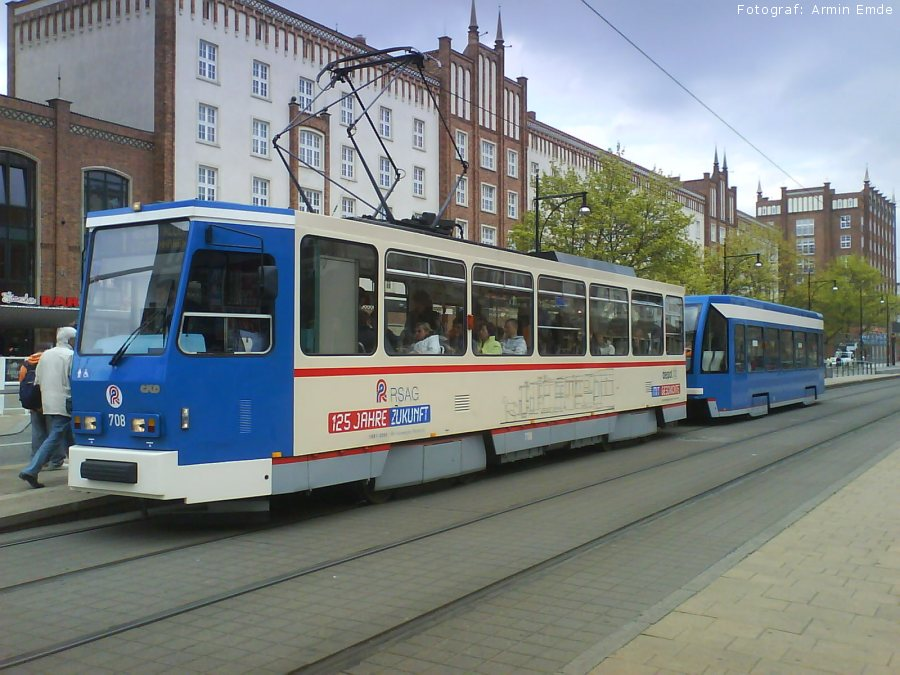
T6A2M（左）と4NBWE（右）の連結運転（2007年撮影）
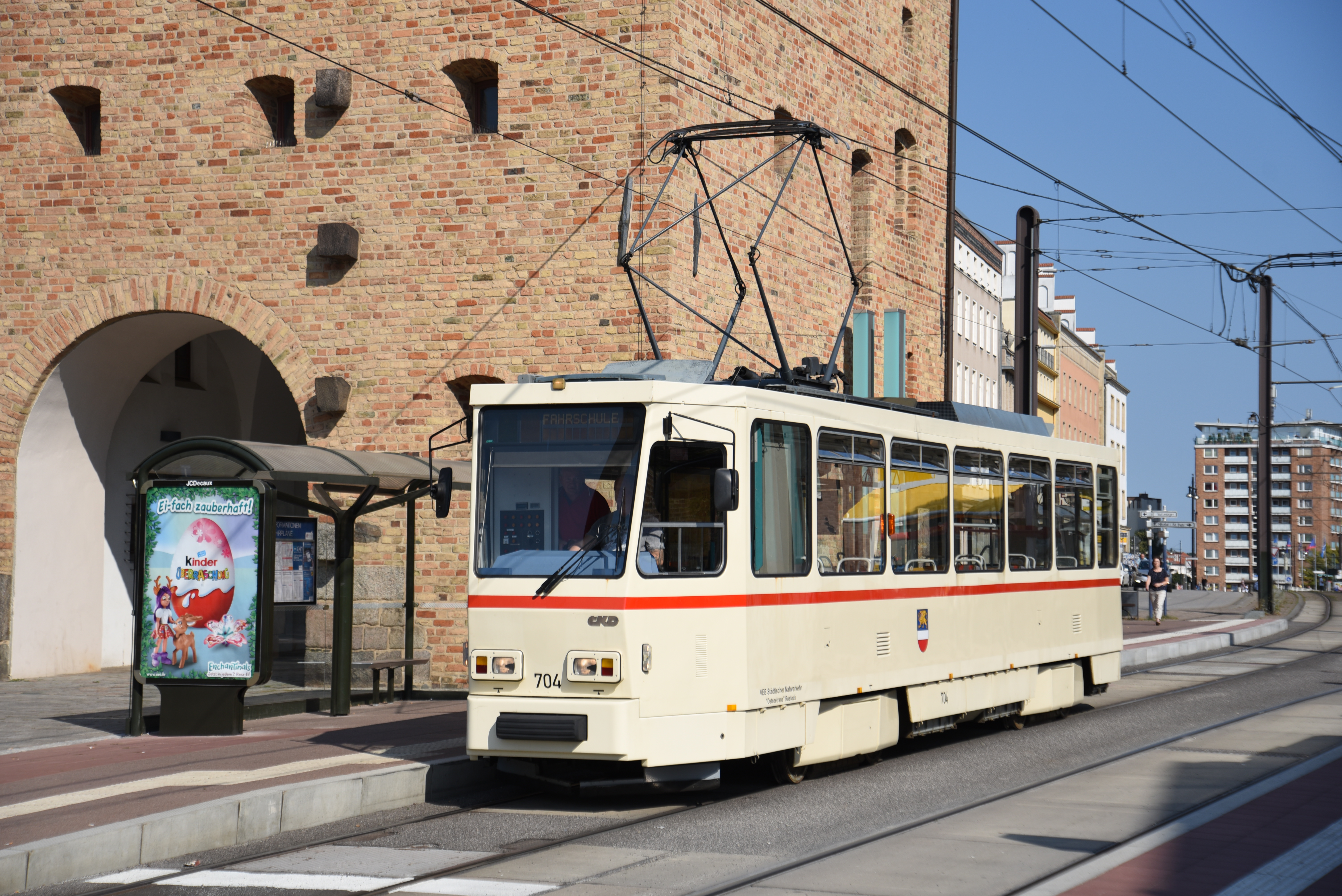
動態保存が実施されている704（2019年撮影）
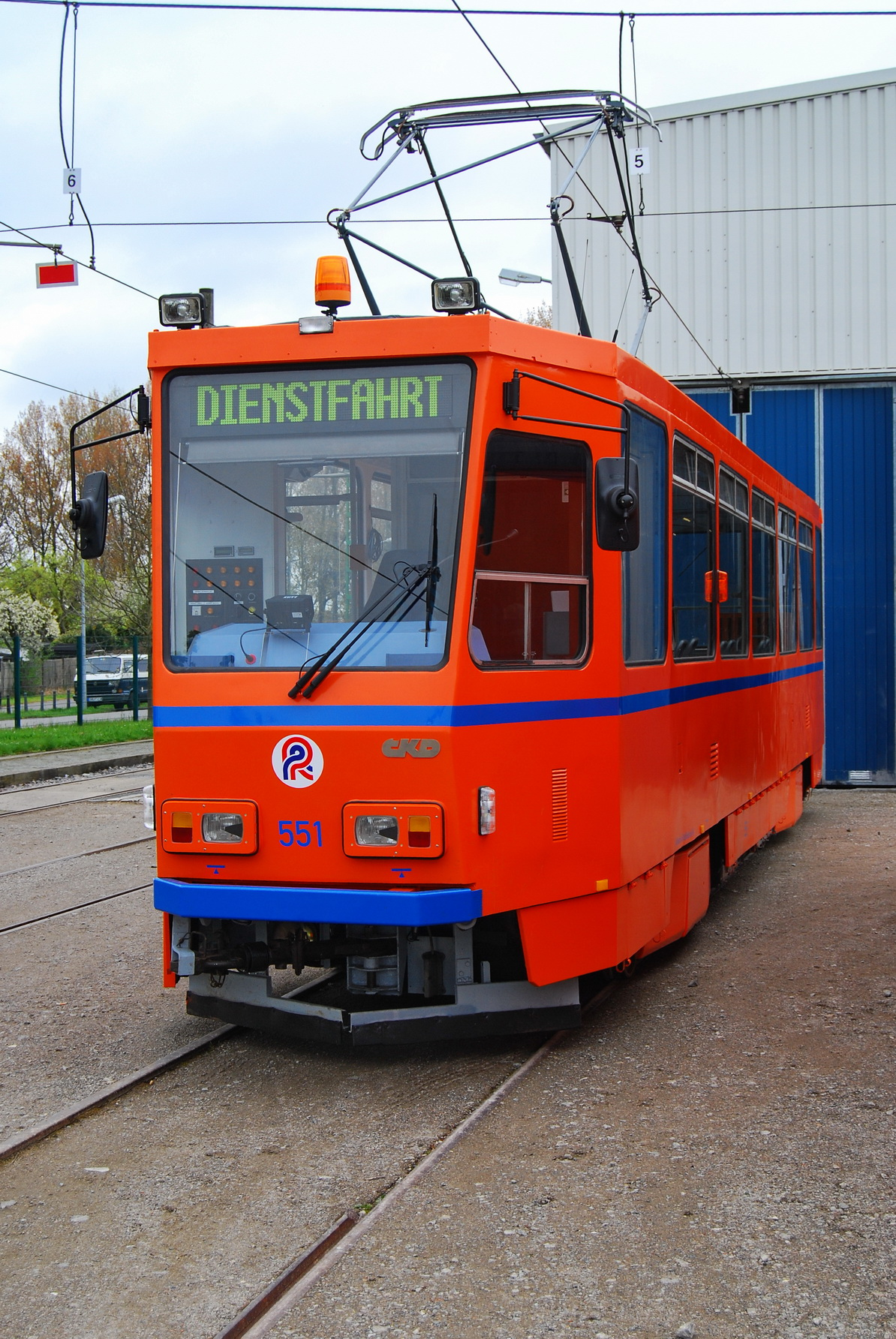
事業用車両として残存する551（2010年撮影）

## 参考資料
- 鹿島雅美「ドイツの路面電車全都市を巡る 16」『鉄道ファン』第47巻第3号、交友社、2007年3月1日、132-137頁。